# アレックス・ガスカース
アレクサンダー・ウィリアム・ガスカース（Alexander William Gaskarth、1987年12月14日 - ）は、アメリカ合衆国出身のポップ・パンクバンドのオール・タイム・ロウのボーカリストである。出身地はイギリスのエセックス（Essex, England）だが、7歳の時にアメリカのメリーランド州（Maryland）に引っ越した。身長182cm。
アレックスはまた、2015年と2016年のオルタナティブプレスミュージックアワードを 、バンドメイトのジャックバラカットとともに主催。 

## 略歴
ガスカースには2人の姉妹・ジリアンとヘレンがいて、ガス兄弟がアルコール中毒で 12歳の頃に亡くなった。ハーフ兄弟のトムがいる。ガスカースは左手にバラのタトゥーを入れ、「子守唄」の曲を書いた。
ガスカースは、10代の頃にCrew Fightersという名前のカバーバンドで活動していた。その後、彼はジャック・バラカットに出会い、彼はオール・タイム・ロウを結成して参加するよう説得した。そして、ブリンク182とグリーン・デイによる曲のカバーを始めた。その後、ザックメリック（ベース、バッキングボーカル）とリアンドーソン（ドラム、パーカッション）によってバンドの編成が完了し、クルーファイターズを脱退し、オール・タイム・ロウに加入した。2003年にオール・タイム・ロウを正式に結成した。
2006年デュラニー高校を卒業した。同年にバンドはホープレス・レコードと契約した。
10年以上交際していたガールフレンドのリサ・ルオーコ（Lisa Ruocco）と2015年2月に婚約。2016年4月に結婚。  

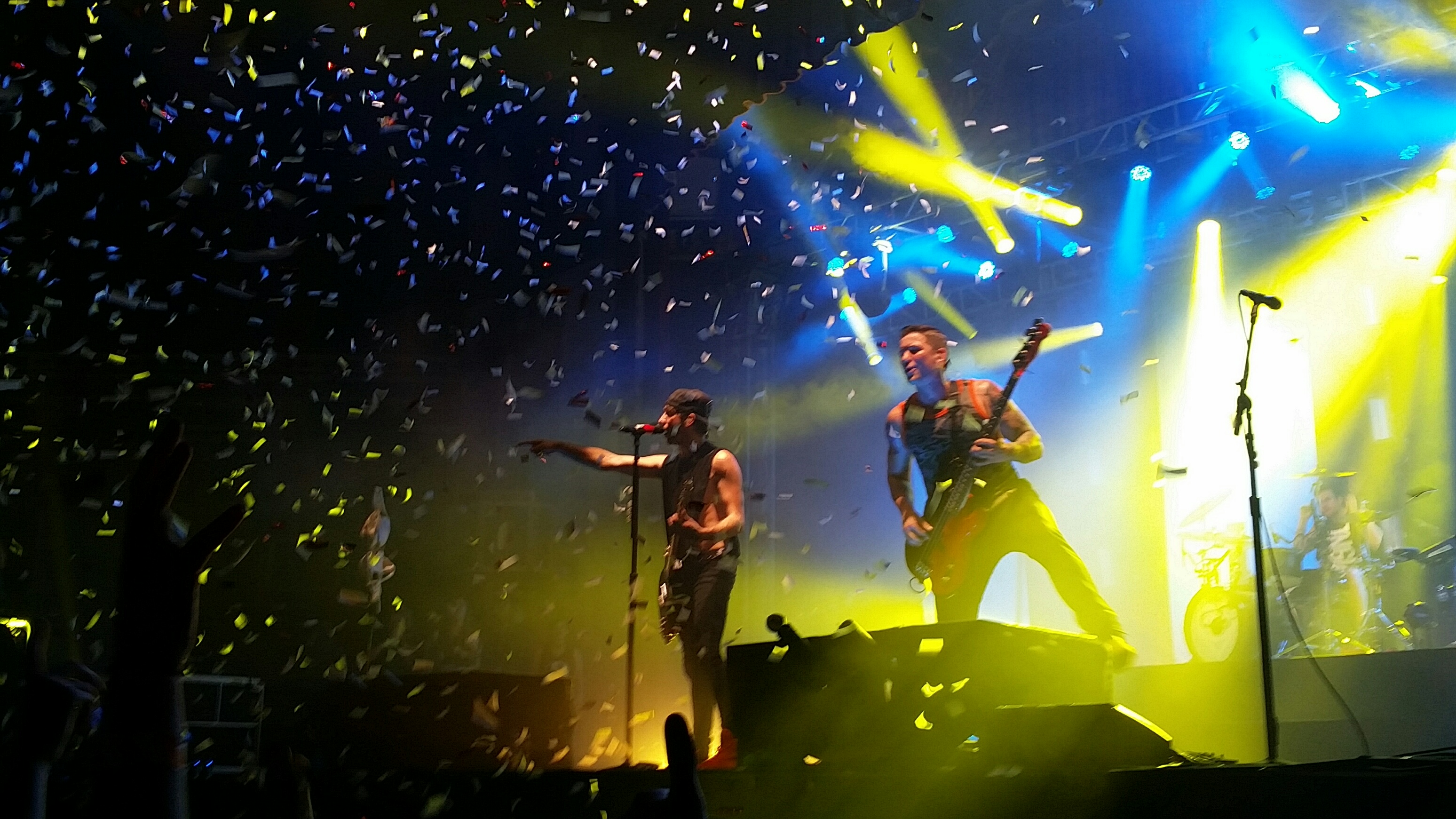
2015年のオールタイムローパフォーマンス